# Sara Noxx
Sara Noxx (* 1971 in Luckenwalde; bürgerlicher Name Britt Rommel) ist eine deutsche Musikerin.

## Werdegang
Sara Noxx ist eine der Preisträgerinnen des 1997er Zillo-Bandcontests. Bereits das Debütalbum Noxxious und die Single Society wurden in Alternative-Clubs aufgelegt. Auch das Nachfolgealbum Paradoxx (1998) ist geprägt von elektronischen Klängen, melancholischen Beats und Texten voller Endzeit-Romantik. 
Nach einer dreijährigen musikalischen Pause wurde 2001 Exxtasy veröffentlicht. Noxx überzeugte hier erstmals durch besondere Vielfalt in stimmlicher Klangfarbe. Songs wie Winter Again und Last Desire wurden zu Klassikern. 2003 veröffentlichte Sara Noxx ihr Instrumentalalbum Nonvoxx. Im Herbst erschienen das Album Equinoxx und die Single Colder & Colder. Im Frühjahr 2004 wurde Saras erster Gedichtband Lyrixx veröffentlicht. Im März 2007 brachte sie zusammen mit Sven Wolffs unter dem Projektnamen „Essexx“ das Album Bridges heraus, welches eine Brücke von 80er-Dark-Wave zu modernem ElectroPop schlägt.
Eine weitere Zusammenarbeit stellt die 2008 veröffentlichte Maxi-CD Earth Song dar. Die CD entstand in Zusammenarbeit mit der deutschen Alternative-Band Project Pitchfork und enthielt Remixe von Künstlern wie Tanzwut, Subway to Sally, Cat Rapes Dog und Joachim Witt. Darüber hinaus gab es noch eine limitierte Edition mit weiteren Remixen.
Zum 19. Wave-Gotik-Treffen im Mai 2010 wurde eine Cover-Version von Where the Wild Roses Grow mit Mark Benecke veröffentlicht, die von bekannten Elektro-Bands wie Feindflug, Kontrast, SITD und weiteren geremixed wurde. Zum 20. Wave-Gotik-Treffen 2016 erschien eine – erneut mit Mark Benecke aufgenommene – Coverversion von Falcos Jeanny, die im April 2016 Platz 1 der Deutschen Alternativ-Charts erreichte.

## Musikstil
Die Musik von Sara Noxx ist geprägt von elektronischer Instrumentierung gepaart mit melodischem Sprechgesang. Die Songs sind zumeist im klassischen Schema aufgebaut. Der frühere Stil von Sara Noxx war eng angelehnt an die britische Künstlerin Anne Clark, mit der Noxx oft wegen ihrer sehr ähnlichen Stimme verglichen wurde.

## Diskografie
Alben
- 1997: Noxxious
- 1998: Paradoxx
- 2001: Exxtasy
- 2003: Nonvoxx (Instrumental)
- 2003: Equinoxx
- 2007: Bridges (ESSEXX)
- 2008: XX-Ray (Best Of)
- 2009: Intoxxication
- 2011: Where the Wild Roses Grow (mit Mark Benecke) – EP
- 2014: Weg zurück (mit Goethes Erben) – EP
- 2015: Entre Quatre Yeuxx (Standard & Limited Edition)